# Утінада

36°39′13″ пн. ш. 136°38′42″ сх. д. / 36.65361° пн. ш. 136.64500° сх. д.
Утіна́да (яп. 内灘町, うちなだまち, МФА: [ut͡ɕinada mat͡ɕi̥]) — містечко в Японії, в повіті Кахоку префектури Ісікава. Станом на 1 квітня 2009 площа містечка становила 20,38 км². Станом на 1 липня 2011 населення містечка становило 27 004 осіб.